# Herdersmat
Herdersmat is in een schaakpartij de benaming voor mat vroeg in de partij met een loper op het veld c4 en een dame op het veld f7. Dit mat kan al na vier zetten optreden:
1. e2-e4 e7-e5
2. Lf1-c4 Pb8-c6
3. Dd1-h5?! Pg8-f6??
4. Dh5×f7# 1-0

Dit betekent niet dat een partij waarin herdersmat optreedt altijd precies op deze wijze verloopt. Zwart kan allerlei andere zetten doen in plaats van de hiergenoemde, zolang deze tenminste de witte matvoering niet verstoren. Wit kan de volgorde van de tweede en derde zet verwisselen of 3. Df3 spelen (waarna 3.... Pf6 wél goed is). Soms treedt het herdersmat ook niet op na vier zetten, maar pas een paar zetten later. Ook is er een omslachtigere variant waarbij wit de pion op f7 aanvalt met de dame en het paard.
Herdersmat is eenvoudig te voorkomen en komt in de praktijk dan ook alleen voor in partijen van beginnende schakers. De zet 3. Dh5?! is een dubieuze zet, doordat zwart de positie van de witte dame kan gebruiken om zijn stukken snel te ontwikkelen. Het principe achter herdersmat (een aanval op het relatief zwakke veld f7) speelt echter een rol in veel partijen (ook van gevorderde schakers) en is ook het idee achter een aantal schaakopeningen.
Herdersmat is niet het snelst mogelijke mat in een schaakpartij. Narrenmat treedt al na twee zetten op.

## Verdediging
Er zijn veel verdedigingen tegen herdersmat. Eén daarvan gaat als volgt:
1. e2-e4 e7-e5
2. Dd1-h5?

Om herdersmat op een later moment te voorkomen, kan de witte dame de toegang naar het veld f7 worden versperd. Het ligt voor de hand om een pion naar voren te schuiven (2... g7-g6??), maar ook dit zou een blunder zijn: wit kan dan de pion op e5 slaan en met een familieschaak zowel de koning als de toren aanvallen (3. D×e5†, gevolgd door 4. D×h8).
In plaats daarvan dekt zwart de pion e5 met een paard:
1. ... Pb8-c6
2. Lf1-c4

Als zwart nu geen actie onderneemt, kan de witte dame in de volgende zet de pion op f7 slaan en is het herdersmat een feit (4. Dh5×f7#). Nu is het voor zwart wél zaak om de pion op g7 naar voren te zetten:
1. ... g7-g6
2. Dh5-f3

Wit trekt zijn dame terug, die door de zwarte pion werd aangevallen, en dreigt langs een andere weg herdersmat: de witte dame valt opnieuw de pion op f7 aan. Zwart verdedigt met
1. ... Pg8-f6

Zwart staat nu beter. Wit heeft namelijk een aantal nutteloze zetten gedaan, in strijd met de gouden regels van de opening, en heeft daardoor een achterstand in ontwikkeling.
herdersmat · narrenmat · zeekadettenmat